# Михаил Таронит
Михаил Таронит е византийски аристократ – зет на император Алексий I Комнин. През 1094 г. е разобличен като участник в заговор срещу императора, след което е заточен.
Михаил е част от аристократичния род на Таронитите, произхождащи от клан на арменски князе от областта Тарон. Баща му е патрикий Григирий Таронит, който е участвал в заговор срещу великия доместик Константин, брата на император Михаил IV Пафлагон.
Около 1061 – 1063 г. Михаил се жени за Мария Комнина – сестра на бъдещия император Алексий I Комнин, дъщеря на великия доместик Йоан Комнин и Анна Даласина. През 1070 г. Михаил придружава шурея си Мануил Комнин в поход срещу селджукските турци, когато те двамата и Никифор Мелисин са пленени от един турски отряд. Освободени са, след като Мануил убеждава главатаря на турците да премине на служба при императора на ромеите. Няма друга информация за военната кариера на Михаил преди възцаряването на император Алексий I Комнин.
След като става император, Алексий I Комнин почел Михаил с висшите дворцови титли протосеваст и провестиарий, а не след дълго го удостоил и с новосъздадената титла паниперсеваст и с правото да седи седнал в присъствието на императора. Получените почести явно не били достатъчни, тъй като през юни 1094 г. Михаил Таронит е уличен в съучастие в заговора на Никифор Диоген срещу императора. Като наказание Михаил Таронит е заточен, а имуществото му – конфискувано. Само благодарение на застъпничеството на съпругата си Михаил избягнал ослепяването, с което наказали останалите съзаклятници.
За по-нататъшната съдба на Михаил Таронит не се знае нищо, но някои изследователи са на мнение, че е завършил живота си като монах, като го идентифицират като монаха Михаил Евматий, чиято кончина на 12 март е отбелязана в поменика на роднините на императрица Ирина, поместен в литургичния типик на константинополския манастир „Христос Филантроп“.